# Tenuipalpus sanblasensis
Tenuipalpus sanblasensis är en spindeldjursart som beskrevs av De Leon 1957. Tenuipalpus sanblasensis ingår i släktet Tenuipalpus och familjen Tenuipalpidae. Inga underarter finns listade i Catalogue of Life.